# Ceratinopsis sinuata
Ceratinopsis sinuata là một loài nhện trong họ Linyphiidae.
Loài này thuộc chi Ceratinopsis. Ceratinopsis sinuata được Robert Bosmans miêu tả năm 1988.